# Vlag van Bertem
De vlag van Bertem werd door de gemeenteraad op 17 mei 1988 officieel vastgesteld als de gemeentelijke vlag van de Vlaams-Brabantse gemeente Bertem. Op 5 oktober 1988 werd hij door het koninklijk besluit bevestigd en uiteindelijk gepubliceerd op 8 november 1989 in het officiële Belgisch Staatsblad.
Officieel wordt de vlag beschreven als:
Wit met een rood uitgeschulpt schuinkruis.
De vlag is gebaseerd op de zegels van Jan van Bertem en Raduf van Bertem, magistraten van Leuven in respectievelijk 1343 en 1472. De kleuren zijn ontleend aan het wapen van een familie Bertem, maar dan omgekeerd.

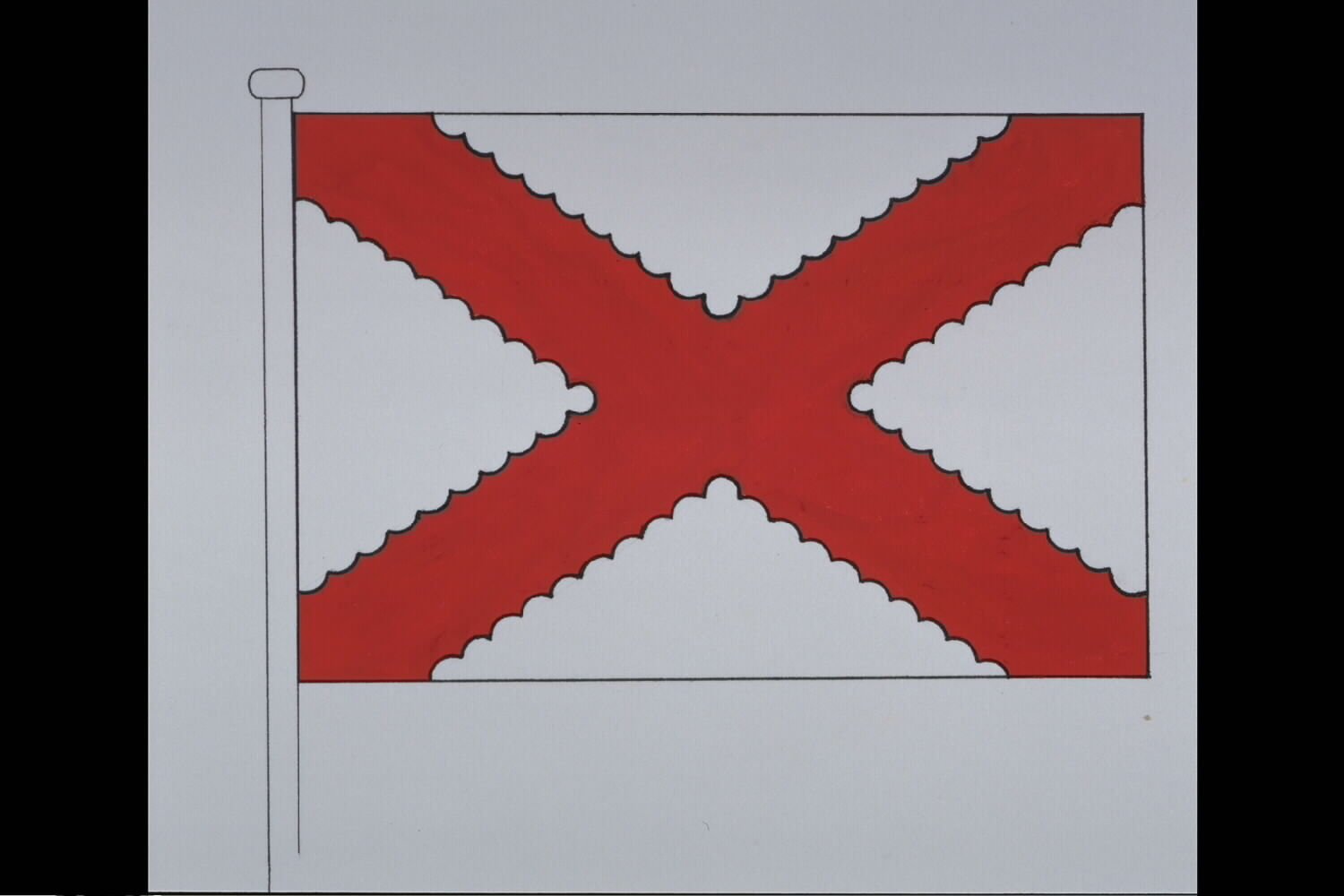
Officiële tekening van de vlag
Het voormalige wapen van Bertem (1946-1989)